# Springfield (Birmingham)
Springfield – dzielnica w Birmingham, w Anglii, w West Midlands, w dystrykcie metropolitalnym Birmingham. W 2011 dzielnica liczyła 31391 mieszkańców.